# 萨姆·范罗索姆
萨姆·范罗索姆（荷蘭語：Sam Van Rossom，1986年6月3日—），比利時籃球運動員，現在效力於西班牙球隊瓦倫西亞籃球俱樂部。他也代表比利時國家男子籃球隊參賽。